# Осеново (Варненская область)
Осеново (болг. Осеново) — село в Болгарии. Находится в Варненской области, входит в общину Аксаково. Население составляет 374 человека.

## Географическое положение
Осеново находится в 1 км от курорта «Золотые пески», в 7 км от Албены и в 17 км от Варны. Село расположено в небольшой котловине.
Село связано с  Варной регулярным автобусным сообщением.

## Политическая ситуация
В местном кметстве Осеново, в состав которого входит Осеново, должность кмета (старосты) исполняет Данко Илиев Бакалов (движение НАШИЯТ ГРАД) по результатам выборов правления кметства.
Кмет (мэр) общины Аксаково — Атанас Костадинов Стоилов (коалиция в составе 3 партий: Граждане за европейское развитие Болгарии (ГЕРБ), Национальное движение «Симеон Второй» (НДСВ), Союз демократических сил (СДС)) по результатам выборов в правление общины.